# Audi S8
Audi S8 − samochód osobowy typu sedan klasy luksusowej produkowany przez niemiecką markę Audi od 1996 roku jako sportowa odmiana modelu A8.  Od 2018 roku produkowana jest czwarta generacja modelu.

## Pierwsza generacja

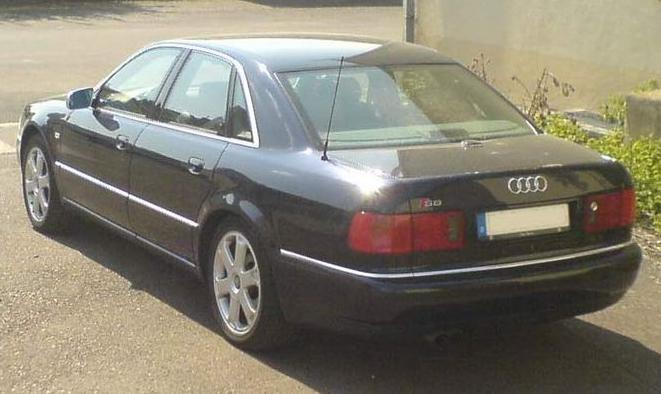
Audi S8 – tył

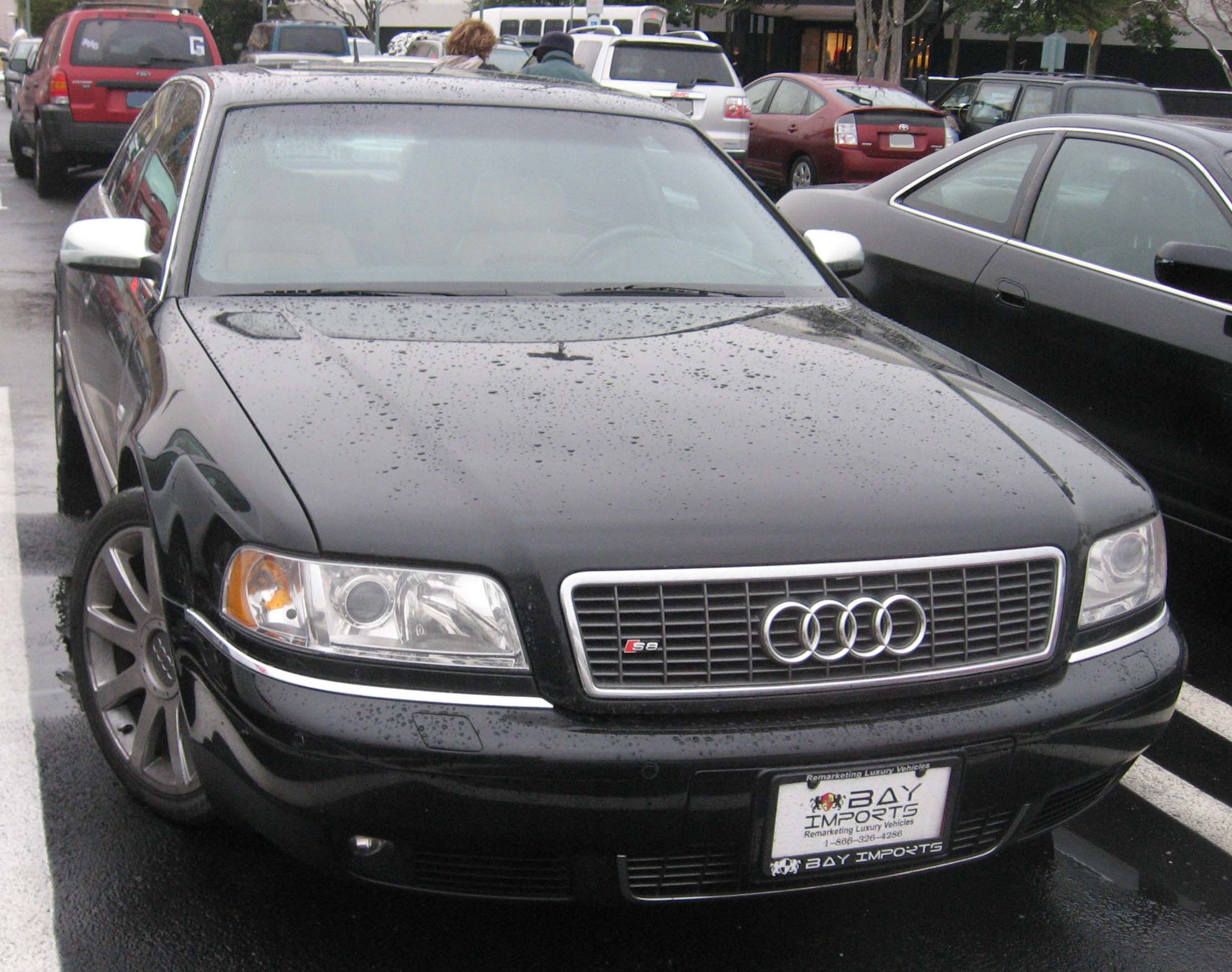
Przód Audi S8

Audi S8 D2 – pierwsza generacja S8, która zadebiutowała pod koniec 1996 roku, a wyszła z produkcji w 2002 roku. Dostępne silniki o wariantach mocy od 340 do 360 KM. Silnik miał pojemność 4.2 l w dwóch wersjach. Standardowo oferowane było 5 biegowe skrzynie automatyczne (tip-tronic) a na życzenie 6-biegowe manualne skrzynie Getraga. W standardzie znajdowało się m.in. quattro. Silnik z jakiego korzysta pierwsza generacja S8 to 4.2 litrowy motor jaki oryginalnie znalazł się w standardowym modelu A8 tyle, że posiadał on 300 KM. W modelu S8 powiększono w nim moc do 340 a później przy okazji face-liftingu w 1999 roku do 360 KM dodatkowo wprowadzając 5 zaworów na cylinder.

## Dane techniczne
| Wersja                       | Audi S8 32v | Audi S8 40v |
| Produkcja                    | 1996-1999 | 1999-2002 |
| Silnik                       | Audi AHC – 8-cylindrowy, 90°, 32 zaworów DOHC Elektroniczny wtrysk paliwa Bosch, 2 katalizatory.                                                                      | Audi AQH – 8-cylindrowy, 90°, 40 zaworów DOHC Elektroniczny wtrysk paliwa Bosch, 2 katalizatory |
| Umiejscowienie silnika       | Wzdłużnie do osi pojazdu | Wzdłużnie do osi pojazdu |
| Napęd                        | quattro | quattro |
| Pojemność skokowa            | 4172 cm³ | 4172 cm³ |
| Pojemność skokowa            | 84,5 × 93,00 mm | |
| Stopień sprężania            | 10,8:1 | 11,0:1 |
| Moc maksymalna               | 250 kW (340 KM) @ 6600 rpm | 265 kW (360 KM) @ 7000 rpm |
| Moc na jeden litr            | 81,5 KM / 1 litr pojemności skokowej cm³ | 86,2 KM / 1 litr pojemności skokowej cm³ |
| Maksymalny moment obrotowy   | 410 Nm @ 3500 rpm | 430 Nm @ 3400 rpm |
| Prędkość maksymalna          | 250 km/h (dane producenta) | 250 km/h (dane producenta) |
| Przyśpieszenie 0–100 km/h    | 6,8 s (aut.) (dane producenta) 5,5 s (man.) (dane producenta) | 6,6 s (aut.) (dane producenta) 5,4 s (man.) (dane producenta) |
| Zużycia paliwa na 100 km     | Średnie – przy prędkości: 90 km/h – 9,8 l / przy prędkości: 120 km/h – 10,5 l (dane producenta) (98 RON)                                                              | Średnie – przy prędkości: 90 km/h – 9,8 l / przy prędkości: 120 km/h – 10,5 l (dane producenta) (98 RON) |
| Zużycia paliwa na 100 km     | Cykl miejski – 14,3 l / max. 20,8 l (dane producenta) (98 RON) | |
| Układ hamulcowy              | Stalowe tarcze, wentylowane z przodu i z tyłu firmy Bosch ABS, EBD EDS, ASR, ESP 4-tłoczkowe zaciski z przodu i z tyłu Średnica tarcz – Przód: Ø 345 mm Tył: Ø 280 mm | Stalowe tarcze, wentylowane z przodu i z tyłu firmy Bosch ABS, EBD EDS, ASR, ESP 4-tłoczkowe zaciski z przodu i z tyłu Średnica tarcz – Przód: Ø 345 mm Tył: Ø 280 mm                                                                             |
| Droga hamowania (100–0 km/h) | Zimne: 40,2 m Rozgrzane: 38,2 m | Zimne: 40,2 m Rozgrzane: 38,2 m |
| Nadwozie / Karoseria         | ASF (AUDI SPACE FRAME), aluminiowa karoseria. 4-drzwiowy sedan | ASF (AUDI SPACE FRAME), aluminiowa karoseria. 4-drzwiowy sedan |
| Masa własna                  | 1750 kg | 1750 kg |
| Skrzynia biegów              | ZF 5HP24A (5-biegowa automatyczna – Tiptronic) Getrag (6-biegowa manualna)                                                                                            | ZF 5HP24A (5-biegowa automatyczna – Tiptronic) Getrag (6-biegowa manualna) |
| Felgi / Opony                | Audi Gmbh (Avus Design – 6-spoke style) Dunlop SP Sport 8000 lub Bridgestone Potenza RE040 Przód: 245/45 ZR18 / Tył: 245/45 ZR18                                      | Audi Gmbh (Avus Design – 6-spoke style) Dunlop SP Sport 8000 lub Bridgestone Potenza RE040 Przód: 245/45 ZR18 / Tył: 245/45 ZR18 Audi Gmbh (Avus Design – 6-spoke style) Michelin Pilot Sport Przód: 255/35 ZR20 / Tył: 255/35 ZR20 (opcjonalnie) |
| Rozstaw osi                  | 2880 mm | 2880 mm |
| Długość/Szerokość/Wysokość   | 5030 mm / 1880 / 1440 mm | 5030 mm / 1880 / 1440 mm |

## Druga generacja
Audi S8 D3 – druga generacja S8, która zadebiutowała w 2005 roku, a produkcja ruszyła latem 2006 roku, kończąc się w 2010 roku. Dostępny był silnik o mocy 450 KM. Silnik miał pojemność 5.2 l. Audi S8 D3 standardowo oferowane było z 6-biegową skrzynią automatyczną firmy ZF z przekładnią hydrokinetyczną.

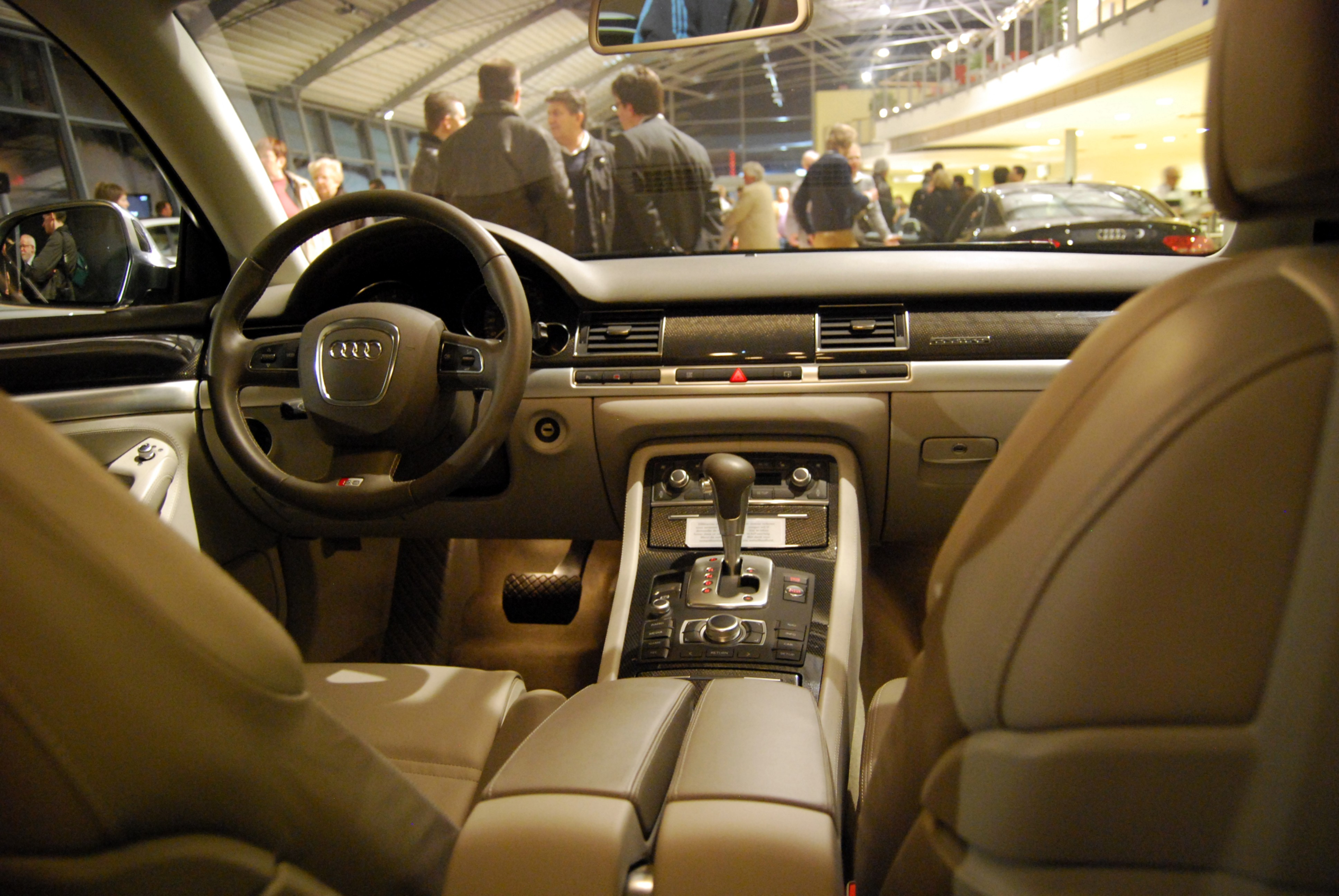
Deska rozdzielcza

### Dane techniczne
| Wersja                               | Audi S8 D3 |
| Silnik                               | Audi BSM – 10-cylindrowy FSI, 90° wolnossący, 40 zaworów DOHC Elektroniczny wtrysk paliwa Bosch DI-Motronic MED 9.1 |
| Umiejscowienie silnika               | Wzdłużnie do osi pojazdu |
| Napęd                                | quattro Torsen T-2 50:50 dynamiczny dyferencjał |
| Pojemność skokowa                    | 5204 cm³ |
| Pojemność skokowa                    | (średnica cylindra × skok tłoka) 84,5 × 92,8 mm |
| Stopień sprężania                    | 12,0:1 |
| Moc maksymalna                       | 331 kW (450 KM) @ 7000 rpm |
| Moc na jeden litr                    | 86,5 KM / 1 litr pojemności skokowej cm³ |
| Maksymalny moment obrotowy           | (540 Nm) @ 3500 rpm |
| Prędkość maksymalna                  | 250 km/h (dane producenta) |
| Przyśpieszenie 0–100 km/h 0–160 km/h | 5,2 s (dane producenta) |
| Przyśpieszenie 0–100 km/h 0–160 km/h | 11,6 s (dane producenta) |
| Zużycia paliwa na 100 km             | Średnie – przy prędkości: 90 km/h – 7,7 l / przy prędkości: 120 km/h – 9,2 l (dane producenta) (98 RON) |
| Zużycia paliwa na 100 km             | Cykl miejski – 13,5 l / max. 19,5 l (dane producenta) (98 RON) |
| Układ hamulcowy                      | Aluminiowe tarcze, firmy Brembo 6 tłoczkowe zaciski z przodu i z tyłu Średnica tarcz – Przód: Ø 385 mm Tył: Ø 335 mm Ceramiczne tarcze, firmy Brembo 6 tłoczkowe zaciski z przodu i z tyłu Średnica tarcz – Przód i tył : Ø 380 mm Tył: Ø 356 mm (opcjonalnie) |
| Droga hamowania (100–0 km/h)         | 36,2 m |
| Nadwozie / Karoseria                 | Aluminiowa karoseria. 4-drzwiowy sedan |
| Masa własna                          | 1940 kg |
| Skrzynia biegów                      | (6-biegowa automatyczna) ZF 6HP26 |
| Przełożenia skrzyni biegów           | 1:4.171, 2: 2.340, 3: 1.521, 4: 1.143, 5: 0.867, 6: 0.691 wsteczny – 2,37:1. |
| Felgi / Opony                        | Audi (S-line Design) Bridgestone Potenza RE050A lub Yokohama Advan Sport 265/35 R20 99Y XL Continental Sport Contact2, Dunlop SP SportMaxx lub Pirelli P-Zero Nero 275/35 R20 102Y XL                                                                          |
| Rozstaw osi                          | 2945 mm |
| Długość/Szerokość/Wysokość           | 5062 / 1898 / 1425 mm |

## Trzecia generacja
Audi S8 D4 – trzecia generacja S8, która zadebiutowała w 2011 roku, produkcja ruszyła w 2012 roku, a auto było modelem na 2013. Dostępny jest silnik TFSI V8 o pojemności 4.0 litrów i mocy maksymalnej 520 KM. Silnik ten znajduje się w modelach S6, S7, a także w Bentleyu Continentialu GT. Audi S8 D4 jest standardowo oferowane tylko z 8-biegową skrzynią automatyczną firmy ®ZF 8HP. Nowe S8 w porównaniu do starszej generacji D3 jest mocniejsze o 70 KM i emituje o 23% mniej szkodliwych związków CO2. Nowe S8 jest zaopatrzone w dezaktywujące się cylindry zwane technologią "cut-off", oznacza to w praktyce, iż jeśli nie jest potrzebna cała moc, reszta cylindrów nie pracuje (odłączanie czterech cylindrów odbywa się poprzez zamykanie zarówno zaworów wylotowych jak i spalin na cylindrach 2, 3, 5 i 8, a następnie wyłącza się zapłon i bezpośredni wtrysk, silnik pracuje wówczas jako 4 cylindrowy rzędowiec). Wszystko to owocuje niesamowicie niskim zużyciem paliwa jak na silnik o takim potencjale, mocy i momentu obrotowego - średnie zużycie paliwa podawane w testach tego modelu przez Audi wynosi ok. 10,2l na 100km. Audi S8 D4 potrzebuje o 15% mniej paliwa od poprzednika na każde pokonanie 100km. Przy pełnym wciśnięciu pedału gazu, odłączone cylindry się załączją i auto może pracować dalej oddając 100% swojej mocy maksymalnej.

## Specyfikacja modelu Audi S8 D4
| Wersja                               | Audi S8 D4 |
| Premiera                             | Wrzesień 2011 |
| Produkcja                            | od 2012 do 2017 |
| Silnik                               | Audi TFSI – 8-cylindrowy TFSI, 90° podwójnie turbodoładowany, 40 zaworów DOHC Elektroniczny wtrysk paliwa Bosch DI-Motronic MED |
| Umiejscowienie silnika               | Wzdłużnie do osi pojazdu |
| Napęd                                | quattro Torsen T-2 50:50 dynamiczny dyferencjał |
| Pojemność skokowa                    | 3993 cm³ |
| Pojemność skokowa                    | 84,5 × 89,00 mm |
| Stopień sprężania                    | 12,0:1 |
| Moc maksymalna                       | 382 kW (520 KM) @ 6000 rpm |
| Moc na jeden litr                    | 130,2 KM / 1 litr pojemności skokowej cm³ |
| Maksymalny moment obrotowy           | (650 Nm) @ 1700-5500 rpm |
| Prędkość maksymalna                  | 250 km/h (dane producenta) |
| Przyśpieszenie 0–100 km/h 0–160 km/h | 4,2 s (dane producenta) |
| Przyśpieszenie 0–100 km/h 0–160 km/h | b/d |
| Zużycia paliwa na 100 km             | Średnie – przy prędkości: 90 km/h – 7,5 l / przy prędkości: 120 km/h – 8,8 l (dane producenta) (98 RON) |
| Zużycia paliwa na 100 km             | Cykl miejski – 10,5 l / max. 17,3 l (dane producenta) (98 RON) |
| Układ hamulcowy                      | Aluminiowe tarcze, firmy Brembo 6 tłoczkowe zaciski z przodu i z tyłu Średnica tarcz – Przód: Ø 385 mm Tył: Ø 335 mm Ceramiczne tarcze, firmy Brembo 6 tłoczkowe zaciski z przodu i z tyłu Średnica tarcz – Przód i tył : Ø 380 mm Tył: Ø 356 mm (opcjonalnie) |
| Droga hamowania (100–0 km/h)         | b/d |
| Nadwozie / Karoseria                 | Aluminiowa karoseria. 4-drzwiowy sedan |
| Masa własna                          | 2140 kg |
| Skrzynia biegów                      | (8-biegowa automatyczna) ZF 8HP, technologia "shift-by-wire" |
| Przełożenia skrzyni biegów           | 1:4.171, 2: 2.340, 3: 1.521, 4: 1.143, 5: 0.867, 6: 0.691 wsteczny – 2,37:1. |
| Felgi / Opony                        | Audi (S-line Design) Bridgestone Potenza 265/40 R20 99Y XL Pirelli P-Zero Nero 275/35 R21 XL (opcjonalnie) |
| Rozstaw osi                          | 2992 mm |
| Długość/Szerokość/Wysokość           | 5146 / 1950 / 1458 mm |